# سومو (بافيا)
سومو هي بلدة في مقاطعة بافيا الإيطالية في إقليم لومبارديا، وتقع على بعد حوالي 40 كم جنوب ميلانو ونحو 8 كم جنوب غرب بافيا، وعلى الحدود الشرقية لLomellina التقليدية في المنطقة.
تحيط بسومو البلديات التالية: باستيدا بانكارانا، كافا منارا، زيناسكو.